# Babeldaob
Babeldaob (dříve psáno Babelthuap) je ostrov v pacifickém souostroví Karolíny. Má rozlohu 376 km² a žije na něm okolo šesti tisíc obyvatel: je největším ostrovem státu Palau a po Guamu druhým největším ostrovem Mikronésie. Leží na něm deset z šestnácti spolkových států Palau: Aimeliik, Airai, Melekeok, Ngaraard, Ngarchelong, Ngardmau, Ngatpang, Ngchesar, Ngeremlengui a Ngiwal. Nachází se zde také hlavní město země Ngerulmud, kam bylo v roce 2006 přeneseno sídlo vlády z Koror City, a mezinárodní letiště Roman Tmetuchl International Airport. Na Babeldaobu se nachází také nejvyšší vrchol Palau Mount Ngerchelchuus (242 m n. m.).
Dokladem původního domorodého osídlení jsou kamenné monolity v lokalitě Bairulchau. Ostrov objevil v roce 1543 Ruy López de Villalobos a nazval ho Arrecifes (španělsky „útesy“). Součástí Španělské Východní Indie byl Babeldaob do roku 1899, pak patřil Němcům, Japoncům a Američanům (Poručenské území Tichomořské ostrovy). Liduprázdné vnitrozemí ostrova sloužilo jako vojenské cvičiště.
Babeldaob je lemován bariérovým útesem, na pobřeží se nacházejí pláže a mangrovy, vnitrozemí je kopcovité a hustě zalesněné, vegetaci tvoří převážně přesličníky, pandány a ibišek lípovitý. Podnebí je tropické, horké a vlhké. Nachází se zde také největší mikronéské jezero Ngardok, nejdelší řekou ostrova je Ngerdorch. Hojným druhem je krokodýl mořský, endemický kaloň palauský byl vyhuben v 19. století. Část původního pralesa byla proměněna na zemědělskou půdu, pěstuje se chlebovník obecný, kokosovník ořechoplodý, kakaovník pravý, povijnice batátová a kolokázie jedlá.
Ostrov je řídce osídlený a málo rozvinutý; se sousedním ostrovem Koror, kde žije většina palauské populace, ho spojuje Most palausko-japonského přátelství z roku 2002, který nahradil původní most zničený cyklónem. Terasová pole v regionu Ngebedech byla navržena na zařazení mezi Světové dědictví.

## Galerie

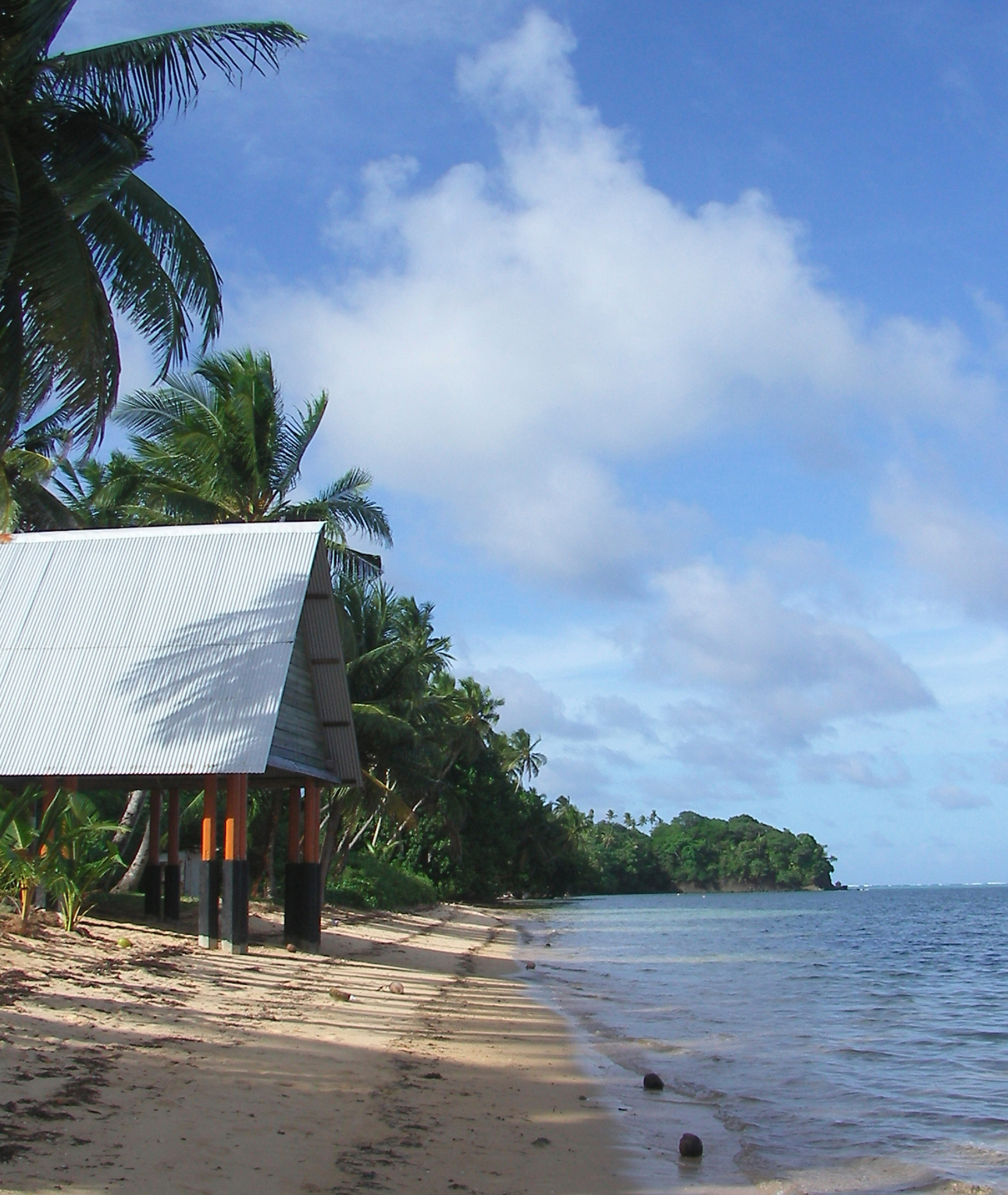
Pobřeží
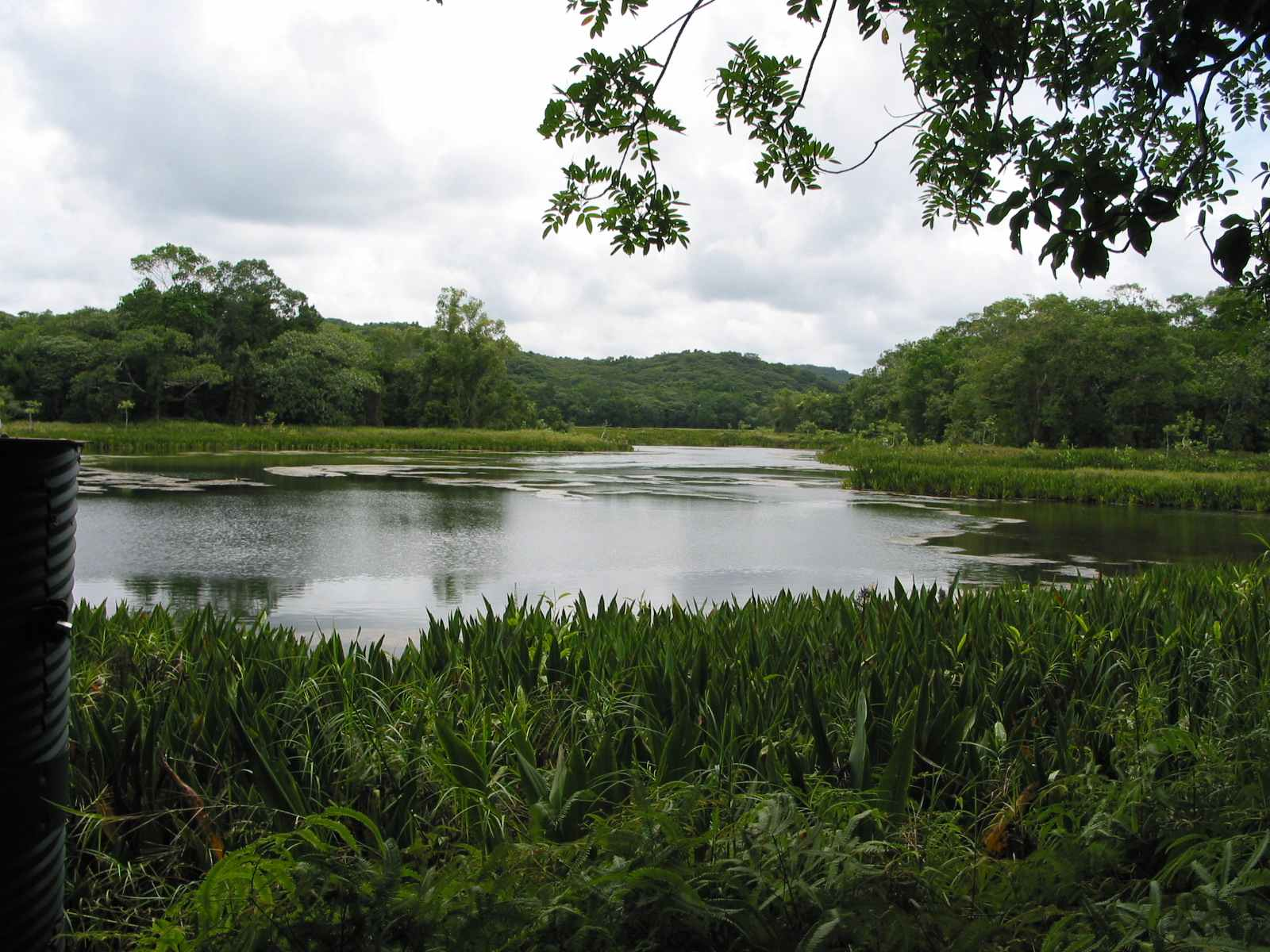
Jezero Ngardok
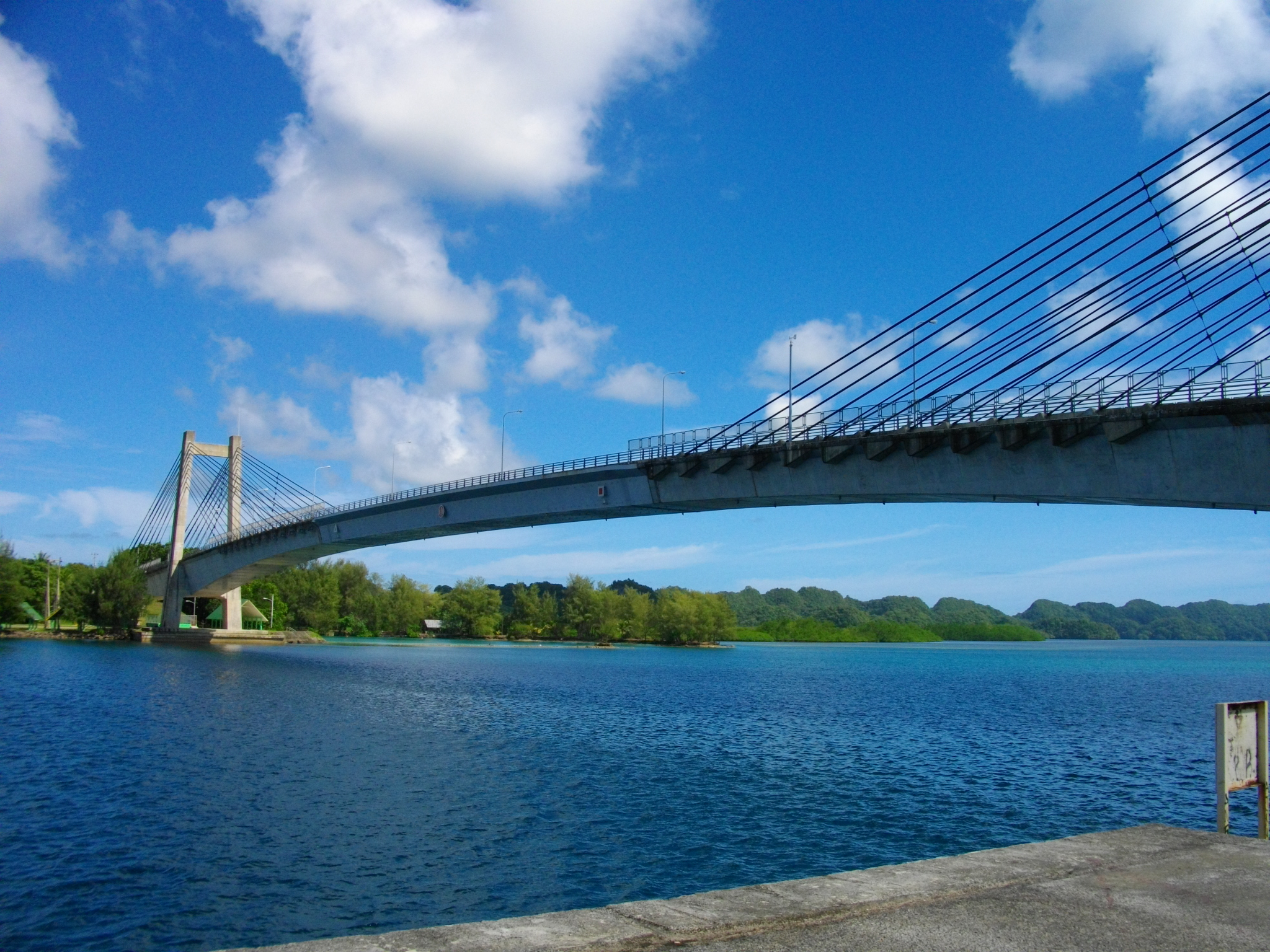
Most japonsko-palauského přátelství